# 大石真人
大石 真人（おおいし まひと、1920年-）は、木材産業コンサルタント、登山ジャーナリスト、旅行作家。旅行作家クラブ会員。
1938年から、登山ジャーナリスト・登山家として活躍。1960年以降は旅行作家として活躍。著書「全国いで湯ガイド」がベストセラーとなる。
（株）木材新聞社編集長・論説委員長、林野庁木材基本問題研究会、南洋材資源研究会メンパー各県林務部・各組合顧問・専門コンサルタントなどを歴任。

## 著書
- 奥武蔵 大石真人 著 朋文堂 1954 (マウンテンガイドブツクシリーズ ; 第8)
- 奥武蔵 大石真人 著 朋文堂 1960 (マウンテンガイドブックシリーズ ; 第8)
- 東京周辺温泉ハイキング 大石真人 編 山と渓谷社 1960
- 温泉ハイキング 続 大石真人 編 山と渓谷社 1961
- 安く泊れるいで湯の旅 大石真人 著 山と渓谷社 1963 (山渓文庫)
- 武蔵野の散歩みち 野口冬人, 大石真人, 浦野要 共著 山と渓谷社 1964 (山渓文庫)
- 誰でも行ける秘境の旅 野口冬人, 大石真人 編 山と渓谷社 1964 (アルパイン・ガイド ; 40)
- この病気にはこの温泉 : 効能別全国温泉ガイド 大石真人 著 鶴書房 1966
- 全国いで湯ガイド 大石真人 著 山と渓谷社 1971 (アルパインガイド ; 18)
- 病気療養温泉案内 大石真人 著 東京堂出版 1972
- 全国ビジネスホテル・旅館ガイド 昭和49年秋季版 大石真人 編 緑書店 1974 (みどりオールガイド ; 1)
- エコノミ旅館利用のエコノミ旅行 '75～'76版 青木泰三, 都築嘉雄, 大石真人 編 緑書店 1974 (みどりオールガイド)
- 日本の杉 : 木製材業、林業の商品として 大石真人 著 緑書店 1976 (国産材再発見 ; 第1部)
- これからの木材産業 : 減量時代をどう生きるか 大石真人 著 緑書店 1979
- 世界の木材資源事情 : 資源ナショナリズムにどう対処するか 大石真人 著 緑書店 1980
- 全国温泉辞典 大石真人 編 東京堂出版 1981
- 全国温泉ガイド200選 大石真人 著 実業之日本社 1982 (ブルーガイドL)
- いで湯浴泉記 大石真人 著 新ハイキング社 1990 (新ハイキング選書 ; 第11巻)
- 全国温泉ガイド200選 大石真人 著 実業之日本社 1992 (ブルーガイドL)
- 温泉の文化誌 大石真人 著 丸善 1995 (丸善ライブラリー ; 149)
- 森林破壊と地球環境 大石真人 著 丸善 1995 (丸善ライブラリー)
- 全国温泉ガイド200選 part2 大石真人 著 実業之日本社 1995 (ブルーガイドL)
- 近江路の古寺を歩く : 踏みわけて訪ねる名刹の数々 大石眞人 著 山と溪谷社 1997
- 碧瑠璃 大石眞人 著 書肆ひやね 1999